# Sabrina (film, 1995)
Pour les articles homonymes, voir Sabrina.
Pour plus de détails, voir Fiche technique et Distribution.
Sabrina est un film américano-allemand réalisé par Sydney Pollack, sorti en 1995. Il s'agit d'un remake du film du même nom réalisé par Billy Wilder, sorti en 1954, lui-même adapté de la pièce de théâtre Sabrina Fair (en) de Samuel A. Taylor créée en 1953.

## Thème
C’est une histoire d’amour effervescente entre deux types de classes socialement distincts. Le processus d’évolution sentimentale est à la fois cruel et romantique avec une grande touche d’humanité. Le but est de prouver la possibilité de faire une union conjugale heureuse et amoureuse entre ces deux mondes différents : le monde de l’argent et le monde de la main d’œuvre. C'est en outre une touche délicieuse de George Sand de la part de Sydney Pollack.

## Synopsis
Sabrina est la fille de Thomas Fairdchild, chauffeur de la famille Larrabee. Sabrina a passé toute sa jeunesse dans les dépendances de la somptueuse demeure des richissimes patrons de son père. Elle se consume dans un impossible amour pour le cadet de la famille, David, un playboy frivole aux innombrables conquêtes. L'exact opposé de son frère aîné, Linus, qui s'occupe des affaires familiales.
Un jour, Sabrina, poussée par son père, se résout à partir pour Paris suivre un stage de mode chez Vogue : elle revient en tant que femme séduisante et sophistiquée, ayant l'espoir d'oublier celui qui ne lui a jamais témoigné que de l'indifférence. Elle en reviendra métamorphosée. Décidée à se faire remarquer par David, elle ne réalise pas immédiatement qu'il n'a jamais prêté attention à elle et qu'il s'intéresse à elle uniquement sur l'apparence. En effet, David, après ne pas l'avoir initialement reconnue, est rapidement attiré par elle alors qu'il vient d'être fiancé à Elizabeth Tyson, médecin et riche, fille de Patrick Tyson patron de l’entreprise Tyson Electronics. À côté, Linus ne cesse d'exhorter Sabrina à abandonner toute idée de conquête de son frère, car la famille est trop bourgeoise pour accepter ce genre de relation. En effet, Linus, le frère aîné, bourreau de travail, craint que le mariage imminent de David avec Elizabeth ne soit mis en danger. Si le mariage devait être annulé, il en serait de même pour une fusion lucrative avec l'entreprise familiale de la mariée, Tyson Electronics. Cela pourrait coûter environ un milliard de dollars à la Larrabee Corporation, dirigée par Linus et sa mère Maude. Linus essaie de rediriger les affections de Sabrina vers lui et cela fonctionne. Sabrina tombe amoureuse de lui, même si elle cite d'autres personnes qualifiant Linus de "seul donneur de cœur vivant au monde" et quelqu'un qui "pense que la morale est des peintures sur les murs et que les scrupules sont de l'argent en Russie". Dans le processus, Linus tombe également amoureux d'elle, mais voit que Sabrina parle de son amour du passé pour David. Sans se rendre compte que Sabrina est maintenant amoureuse de lui, et ne voulant pas admettre ses sentiments, Linus avoue son plan à Sabrina à la dernière minute et la renvoie à Paris. Particulièrement blessée par la déclaration de Linus, elle est déstabilisée, Sabrina quitte Linus. Mais Linus demande à David d'aller rejoindre Sabrina à Paris. David devine que Linus est amoureux de Sabrina et est prêt à sacrifier un milliard de dollars. Dans une réunion regroupant les Tyson et Larrabee là où Linus voulait déclarer son intention d’abandonner la fusion, soudain David et Elizabeth y entrent et déclarent leur intention de se marier pour que Linus retrouve Sabrina, et pour sauver la fusion. Stupéfait de voir David à New York, Linus lui demande pourquoi il n’est pas parti pour Paris. David demande à son frère de laisser sa place à la Larrabee Corporation et d’aller vivre avec Sabrina à Paris. David se montre responsable et inopinément adulte prenant la place de Linus avec des plans détaillés pour la fusion avec Tyson. Entre-temps, avant de monter dans l'avion pour Paris, le père de Sabrina, Thomas, l'informe qu'au fil des années de chauffeur du père de David et Linus, il a écouté leurs transactions boursières et lorsque les Larrabee achetaient des actions, il les achetait et lorsqu’ils les vendaient il vendait aussi. Sabrina dit en plaisantant "Alors papa tu me dis que tu as un million de dollars?" Son père lui dit non, il en a un peu plus de deux millions et que sa mère voudrait qu'elle l'ait. Pendant ce temps, Linus se rend compte de ses vrais sentiments pour Sabrina et est amené à la suivre à Paris. Dans la voiture où Thomas le conduit à l’aéroport, Linus lui demande l’adresse de Sabrina à Paris. Grâce à la vitesse supersonique du vol du Concorde sur la ligne New York-Paris, Linus arrive le premier et retrouve Sabrina, lui révélant son amour et l'embrassant sur la "Passerelle des Arts".

## Fiche technique
Sauf indication contraire, les informations mentionnées dans cette section peuvent être confirmées par la base de données cinématographiques IMDb,  présente dans la section « Liens externes ».
- Titre original et français : Sabrina
- Réalisation : Sydney Pollack
- Scénario : Barbara Benedek et David Rayfiel, d'après le scénario du film du même nom de Billy Wilder, Samuel A. Taylor et Ernest Lehman, d'après la pièce de théâtre Sabrina Fair (en) de Samuel A. Taylor créée en 1953.
- Direction artistique : Brian Morris
- Décors : George DeTitta Jr.
- Costumes : Gary Jones et Ann Roth
- Photographie : Giuseppe Rotunno
- Montage : Fredric Steinkamp
- Musique : John Williams
- Production : Sydney Pollack et Scott Rudin

Producteurs délégués : Lindsay Doran et Ronald L. Schwary
- Sociétés de production : Constellation Entertainment, Mirage Enterprises, Mont Blanc Entertainment GmbH, Paramount Pictures, Sandollar Productions, Scott Rudin Productions et Worldwide
- Sociétés de distribution : Paramount Pictures (États-Unis), United International Pictures (France)
- Budget : 50 millions de dollars
- Pays de production :  États-Unis,  Allemagne
- Langues originales : anglais, français
- Format : Couleur - 1.85:1 - 35 mm - son : Stéréo Dolby
- Genre : comédie dramatique
- Durée : 127 minutes
- Dates de sortie[1] : 
  - États-Unis : 15 décembre 1995
  - Belgique, France : 7 février 1996

## Distribution
- Harrison Ford  (VF : Richard Darbois) : Linus Larrabee
- Julia Ormond (VF : Odile Cohen) : Sabrina Fairchild
- Greg Kinnear (VF : Renaud Marx) : David Larrabee
- Nancy Marchand (VF : Liliane Gaudet) : Maude Larrabee
- John Wood  (VF : Bernard Dhéran) : Tom Fairchild
- Richard Crenna (VF : Michel Ruhl) : Patrick Tyson
- Angie Dickinson (VF : Martine Messager) : Ingrid Tyson
- Lauren Holly : Elizabeth Tyson
- Dana Ivey (VF : Colette Venart) : Mack
- Míriam Colón : Rosa
- Elizabeth Franz (en) : Joanna
- Fanny Ardant : Irène
- Valérie Lemercier : Martine
- Patrick Bruel (VF : lui-même) : Louis
- Becky Ann Baker : Linda

## Production

### Genèse et développement
Sydney Pollack a d'abord refusé de réaliser le film, trouvant le sujet un peu daté. Il changera d'avis après avoir reçu l'approbation du réalisateur du film original, Billy Wilder. Sydney Pollack souligne ainsi : « À l'origine, je ne tenais pas à faire un remake de quoi que ce soit. Mais après avoir visionné le film « Sabrina » et parlé à deux reprises avec Billy Wilder, je me suis dit qu'il y avait moyen de réaliser quelque chose de complètement différent. »

### Attribution des rôles
Le rôle de Sabrina Fairchild a été refusé par Winona Ryder avant d'être proposé à Julia Ormond, alors que Sandra Bullock, Catherine Zeta-Jones ou Juliette Binoche avaient été envisagées,. Ainsi, pour le rôle de Sabrina, la société de production Paramount Pictures propose Julia Ormond, la star de Lancelot, le premier chevalier (1995) jouant près de Richard Gere et de Sean Connery (1930-2020). Elle avait déjà fait ses preuves dans Légendes d’automne avec Brad Pitt et Anthony Hopkins.
Avant Harrison Ford, Tom Cruise était le premier choix pour le rôle de Linus Larrabee.

### Tournage
Le tournage a eu lieu :
- aux États-Unis : Glen Cove, Manhattan, Fifth Avenue, House of Bijan, Martha's Vineyard, New York,…
- en France à Paris : place du Trocadéro, pont Alexandre-III[5], parc Monceau, pont des Arts, pont Marie, pont Neuf, pont de Sully, boulevard Henri IV, rue de Sully, Montmartre, île Saint-Louis, place de la Concorde, rue des Beaux-Arts,…

## Accueil
Sydney Pollack – réalisateur de Tootsie (1982) dans lequel jouent Dustin Hoffman, Jessica Lange, Teri Garr et Bill Murray ou encore Out of Africa (1985) dans lequel joue Robert Redford, Meryl Streep et Klaus Maria Brandauer ; etc. – fait, avec cet authentique conte de fées, une de ses meilleures touches. Le film est parfaitement réussi puisque c’est une romance et n’a même pas besoin d’une scène de sexe pour transmettre le message d’amour, seulement quelques baisers. Pourtant, le public n’a pas suivi comme on espérait, malgré la qualité de jeu de Julia Ormond, d’Harrison Ford et de Greg Kinnear, et la qualité de metteur en scène Sydney Pollack. Ainsi la déception a été marquée au box-office, avec un résultat de 53 millions $ sur le marché intérieur et un total de 87 millions $ dans le monde.
En effet, le film a souffert d’une comparaison malheureuse avec la version originale de 1954 Sabrina dans laquelle la star Audrey Hepburn (1929-1993) joue avec Humphrey Bogart (1899-1957) et William Holden (1918-1981). Le baromètre de critiques peut être vu sur deux sites Web celui Rotten Tomatoes de propriétaires Flixster et Fandango avec un taux d’approbation de 65 % basé sur 48 critiques, et celui Metacritic de propriétaire CNET Networks avec 27 critiques, indiquant des avis moyens.

## Distinctions
Source : Internet Movie Database

### Récompense
- Chicago Film Critics Association Awards 1996 : acteur le plus prometteur pour Greg Kinnear

### Nominations
- Oscars 1996 : meilleure chanson originale pour Moonlight, meilleure partition originale pour un film musical ou une comédie pour John Williams
- Golden Globes 1996 : meilleur film musical ou de comédie, meilleur acteur dans un film musical ou une comédie pour Harrison Ford, meilleure chanson originale pour Moonlight
- Grammy Awards 1997 : meilleur chansons écrite spécialement pour le cinéma ou la télévision pour Moonlight